# Automotodrom Grobnik
L'Automotodrom Grobnik, conegut també com a Circuit de Rijeka, és un circuit de curses de 4,168 km (2,590 milles) situat a Čavle, al comtat de Primorje – Gorski Kotar (Croàcia), 10 km al nord de Rijeka. Va ser construït en 15 mesos i es va inaugurar el 14 de setembre de 1978. Va acollir el Gran Premi de Iugoslàvia, en substitució de l'anterior Circuit d'Opatija, entre el mateix 1978 i el 1990. El circuit va ser renovat entre el desembre de 2017 i l'abril de 2018.
Actualment, entre altres competicions, l'Automotodrom acull el Premi de Croàcia (Croatia Prix, en serbocroat: Nagrada Hrvatske), una cursa vàlida per als campionats FIA CEZ Formula 3 i FIA Circuit.
El 2020, Rijeka també va acollir les rondes de la NASCAR Whelen Euro Series com a substitut tardà de l'autòdrom de Most (República Txeca), la ronda del qual es va cancel·lar al final de la temporada a causa de les restriccions per la pandèmia de COVID-19. També ha aparegut al calendari d'aquest campionat els anys 2021 i el 2022.